# Representationslag
Ett representationslag, även kallat A-lag eller förstalag, är inom lagsporter beteckning på det bästa laget en idrottsförening kan ställa upp med. Vissa idrottsföreningar har även så kallade reservlag, eller B-lag och C-lag, för spelare som för tillfället inte anses platsa i A-laget, eller som varit skadade och behöver matchträning för att komma tillbaka.
Begreppet A-lag används även ibland ironiskt med hänsyftning till alkoholister, särskilt om de alkoholiserade gäng som brukar uppehålla sig på gator och torg.